# 帕庫利卡河
帕庫利卡河（烏克蘭語：Пакулька），是烏克蘭的河流，位於該國北部，由切爾尼戈夫州負責管轄，發源自普利奧希夫，流經切爾尼戈夫區，河道全長45公里，流域面積253平方公里。